# Phorotrophus maynei
Phorotrophus maynei är en stekelart som beskrevs av Pierre L. G. Benoit 1953. Phorotrophus maynei ingår i släktet Phorotrophus och familjen brokparasitsteklar. Inga underarter finns listade i Catalogue of Life.